# 2014 AA
2014 AA とは、地球近傍小惑星の1つである。地球に対して極めて接近したため、地球の大気圏に突入し消滅したのではないかと推定されている。地球に衝突する前に天体が観測されるのは2008年の 2008 TC3 以来5年ぶりで、2例目である。

## 概要
2014 AA は、協定世界時2014年1月1日6時18分頃に、レモン山サーベイによって発見された。発見時点での 2014 AA の位置は地球から約40万km離れた位置であると推定されている。2014年に入ってから最初に発見された小惑星であるため、命名規則からこのような仮符号となっている。発見時の視等級はわずか19.1等級である。

## 軌道の性質
2014 AA は発見されてから7回しか観測されていない天体であるため、公転軌道の性質は大まかな事しかわかっていない。これは、発見されてから衝突するまでの時間が短い事と、その日が年末年始であった事から、多くの天文学者が観測体制に入っていなかったためである。
2014 AA は近日点を地球軌道、外側を火星軌道に接する形で存在する地球近傍小惑星である。地球および火星の軌道とわずかながら重なっている。公転周期は459日と推定されているが、12日の誤差がある。2012年11月1日から25日の間に近日点に達したと推定されている。地球軌道との最小距離はわずか80kmである。
発見された直後の2014年1月2日1時28分から3時38分の間に、2014 AA は地球に対して38km/sで極めて近くに接近した。ジェット推進研究所のデータベースの計算上の値は、地球の中心を起点として、最適な値で570km、最小で2km、最大で35万kmと誤差が大きい。最も可能性が高いのは、1時45分に地球の影に入った後、3時0分に地球の大気圏に突入し、地表には達せずに消滅した事である。実際、衝突したとされる時間帯に、小天体が大気を通過する際に出す特有の20Hz以下の低周波音波を、包括的核実験禁止条約機構の3ヶ所の観測所がとらえている。推定直径1mから4mの 2014 AA 程度の大きさの天体は太陽系に10億個存在すると推定され、これが地球に衝突するのは年に数回程度あるが、地球に衝突する前に小惑星として観測されたのは、史上初めて衝突前に観測された 2008 TC3 以来の出来事である。南アメリカ大陸の北部から大西洋を横切り、アフリカ大陸の中央部にかけてのどこかで大気圏に突入したと推定されており、最も可能性の高い位置はベネズエラの首都カラカスから東に約3000km、カーボベルデから西に約1800km離れた、西経40度・北緯12度地点の大西洋である。通常、低周波音はエネルギーが低いため、音源の位置を特定するのは困難だが、本衝突は現地時間の深夜であり、人間が出す音が少なかったことが幸いしている。

## 物理的性質
2014 AA の絶対等級は30.944という極めて小さな値である。絶対等級の値が30以下の天体は発見時点で17個しかない。先述の通り推定される直径は1mから4mであり、この小ささから、2008 TC3 とは異なり地表に隕石として残る事はないだろうと推定されている。仮に地表に衝突していた場合、その威力はTNT換算で500トンから1000トン程度である。